# Paloma García Ovejero
Paloma García Ovejero (Madrid, 1975) és una periodista espanyola.
Llicenciada en periodisme per la Universitat Complutense de Madrid, va ampliar estudis a la New York University. Va treballar a la Cadena Cope des del 1998 a les seccions de Cultura i Societat de la redacció de Madrid i des del 2012 de corresponsal a Roma, substituint Paloma Gómez Borrero.
Va ser sotsportaveu de la Sala Stampa del Vaticà des de l'1 d'agost del 2016, juntament amb el portaveu, l'americà Greg Burke. El 31 de desembre de 2018 va renunciar al càrrec de portaveu del Vaticà, juntament amb el número u, Greg Burke. El Papa Francesc va acceptar les dimissions i va designar de manera provisional Alessandro Gisotti.